# Michael Altherr

Michael Altherr, 20. Landammann von Appenzell Ausserrhoden 1732–1735

Michael Altherr (* 4. April 1681 in Trogen AR; † 13. April 1735 ebenda; heimatberechtigt in Trogen) war ein Schweizer Landesbauherr, Landammann und Tagsatzungsgesandter aus dem Kanton Appenzell Ausserrhoden.

## Leben
Michael Altherr war ein Sohn von Ulrich Altherr, Hauptmann, und Cathrin Bruderer. Im Jahr 1702 heiratete er Barbel Hertenegger, eine Tochter von Hauptmann Jacob Hertenegger. Altherr war Landwirt und wurde 1730 Landesbauherr von Appenzell Ausserrhoden. 1732 wurde er zum stillstehenden Landammann gewählt und bekleidete dieses Amt bis 1735 (1734 bis 1735 als regierender Landammann). Ab 1734 vertrat er Appenzell Ausserrhoden zusätzlich auch an der Tagsatzung. Während der Zeit des Appenzeller Landhandels, einer innenpolitischen Auseinandersetzung zwischen den Parteien der Harten mit Schwerpunkt in Herisau (Textilhandelsfamilie Wetter) und der Linden mit Schwerpunkt in Trogen (Textilhandelsfamilie Zellweger), wurde Michael Altherr an der ausserordentlichen Landsgemeinde in Teufen 1732 als Vertreter der Harten zum Landammann gewählt. Seine Partei obsiegte, und Altherr setzte sich für eine harte Bestrafung der Gegner ein.
Im April 1735 erlag er bei der Eröffnung der Sitzung des Kleinen Rats einem Schlaganfall.